# Pueblo Bello
Pueblo Bello – miasto w Kolumbii, w departamencie Cesar.